# Inter sanctorum solemnia
La Inter sanctorum solemnia, nota anche come Bolla del Perdono, è una bolla pontificia emessa da papa Celestino V il 29 settembre 1294.
Il documento istituisce il rito della Perdonanza Celestiniana e rappresenta il primo esempio nella storia di indulgenza plenaria. L'autenticità del documento è stata confermata nel 1967 da papa Paolo VI.

## Storia
La bolla venne emessa poco tempo dopo l'elezione di Pietro da Morrone ed esattamente un mese dopo la sua incoronazione a Sommo Pontefice, avvenuta il 29 agosto nella basilica di Santa Maria di Collemaggio, all'Aquila.
Il documento elargisce l'indulgenza plenaria a tutti coloro che confessati e pentiti dei propri peccati si recheranno nella stessa basilica aquilana dai vespri del 28 agosto al tramonto del 29. Il rito religioso — tra i più antichi d'Italia e popolarmente noto con il nome di Perdonanza Celestiniana — si svolge pertanto da 731 anni e può essere considerato precursore del Giubileo istituito nel 1300 da papa Bonifacio VIII. La tradizione vuole che per lucrare l'indulgenza si debba attraversare una porta specifica, detta Porta Santa, posta sulla facciata sinistra della basilica di Santa Maria di Collemaggio ed aperta solo in occasione della Perdonanza; nella bolla comunque si cita solo l'entrare nella chiesa ed è da specificare che tale tradizione è di epoca postuma.

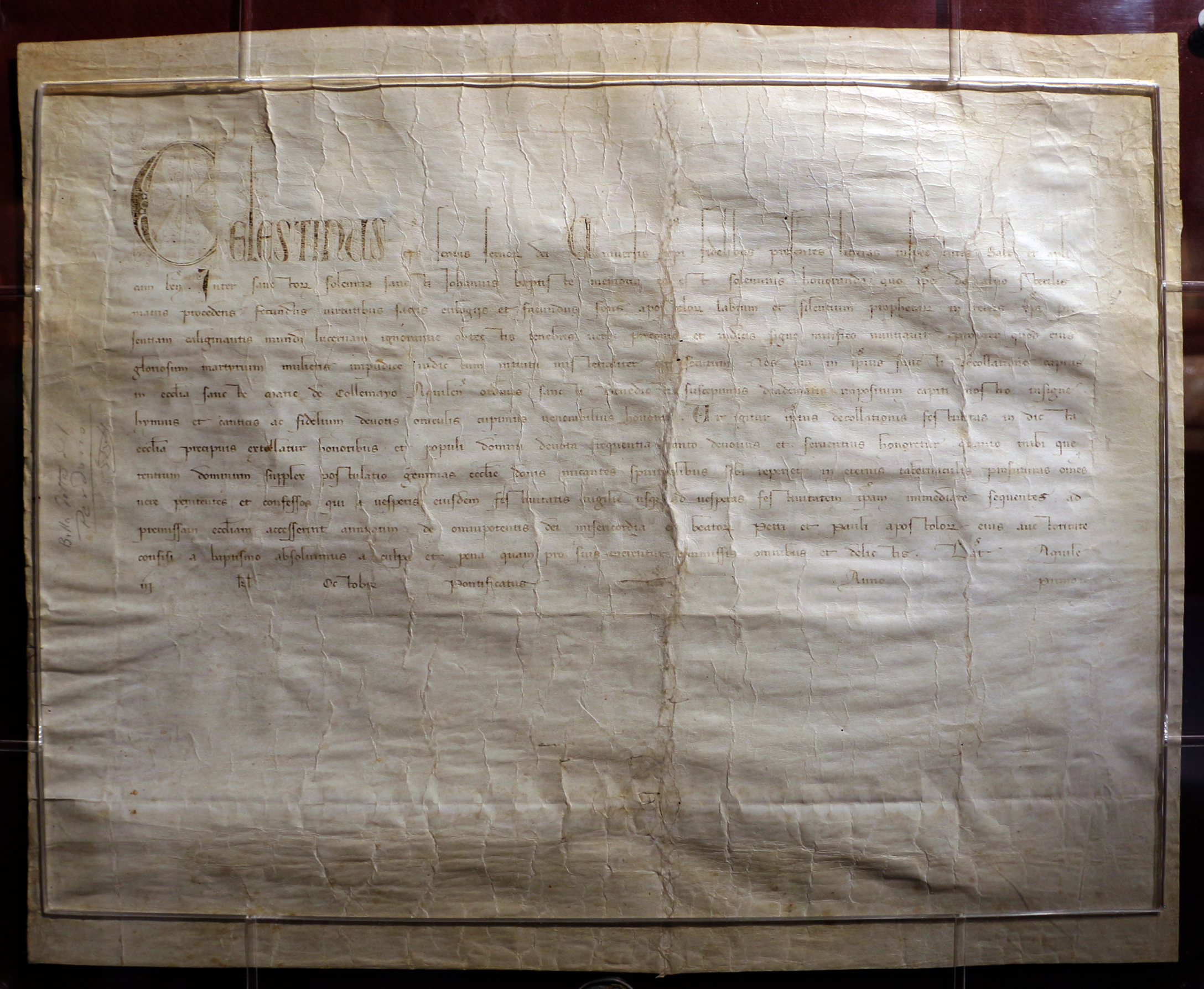
Inter sanctorum solemnia, documento originale conservato all'Aquila.

Nonostante le intimazioni di Bonifacio VIII — oppositore e successore, al soglio pontificio, di Celestino V — di riconsegnare il documento alla chiesa, la Bolla del Perdono è sempre stata custodita all'Aquila. Fino al 1983 il documento fu conservato nel Forte spagnolo sotto la custodia della Soprintendenza dell'Aquila, poiché in quell'anno venne spostato per volontà del Comune nella torre civica di Palazzo Margherita, sede del municipio cittadino, e posto in un'apposita cappella blindata da cui viene estratto per le celebrazioni della Perdonanza Celestiniana. Subito dopo il terremoto dell'Aquila del 2009, che portò all'inagibilità del municipio, la Bolla fu portata nella Scuola ispettori e sovrintendenti della Guardia di Finanza, nella frazione di Coppito, e solo nel 2018 è tornata nel centro storico cittadino, conservata nel caveau della filiale della Banca d'Italia; dal 2009 è stata eccezionalmente esposta anche in eventi fuori città, come ad esempio all'Expo di Milano del 2015.

## Descrizione
Il documento è un manoscritto su pergamena, avente dimensioni di 360×600 mm.

### Contenuto
Di seguito il testo originale in latino e la traduzione in italiano: